# Manuel Vilanova Goterris
Manuel Vilanova Goterris és un polític valencià, que fou alcalde de Vila-real (la Plana Baixa) des de 1995 fins a 2007, quan presentà la seua dimissió després d'haver estat condemnat per prevaricació a un any i mig de presó i vuit anys d'inhabilitació per a ocupació o càrrec públics.
Vilanova va recurrir al Tribunal Europeu dels Drets Humans d'Estrasburg, que en novembre de 2012 va donar la raó a l'ex-alcalde i va condemnar a l'Estat espanyol per vulnerar el dret de l'acusat a una audiència pública.
En 2015 el tribunal suprem va tornar-li la innocència després d'anul·lar la sentència que el mateix tribunal va dictar 10 anys enrere. Estrasburg va reprendre al TS espanyol per falta de garanties, ja que el Suprem mai va cridar a Vilanova per a escoltar la seva versió dels fets com a acusat.